# Ikano Bank
Ikano Bank er en internetbaseret bank, der blev startet af Ingvar Kamprad (grundlæggeren af IKEA) i 1995 og stadig er ejet af Kamprad-familien. 
Ikano Bank har hovedkontor i Sverige og findes i en række andre europæiske lande. 
I Danmark driver Ikano Bank forretning inden for områderne forbrugslån, opsparing, kreditkort, leasing og salgsfinansiering. 
Blandt Ikano Banks samarbejdspartnere i Danmark er IKEA, Magasin, H&M, Harald Nyborg, jem & fix, Toys "R" Us og BR. 
Ikano Bank er et datterselskab til den af Kamprad-familien ejede Ikano-koncern fra Luxembourg.